# Catastrofa (nuvelă)
Catastrofa este o nuvelă scrisă de Liviu Rebreanu și publicată în 1921.

## Rezumat
David Pop era un român în vârstă de 30 de ani, țăran în Transilvania ocupată de Imperiul Austro-Ungar. Pop trăia destul de liniștit, fapt datorat averii lăsate de tatăl său. Tatăl său îl voia avocat, însă Pop nu reușise să termine facultatea și făcuse armată, reușind să ajungă sublocotenent de rezervă. Pop este însurat cu Elvira și au un băiat mic pe nume Titi. Pop aude de la o berărie că a început războiul dintre români și Austro-Ungaria, fapt ce îl neliniștește pe protagonist. A doua zi primește o telegramă prin care este chemat la Bistrița pentru a forma batalioanele pentru război. Acesta pleacă grăbit și, din păcate, uită să îl pupe pe Titi, ceea ce de fapt îl liniștește pe băiat, crezând că Pop se va întoarce repede. Odată ajuns în Bistrița, Pop îi scrie soției o scrisoare și pleacă hotărât spre a-și îndeplini datoria. Cu toate că batalionul lui Pop este primul care pleacă, acesta rămâne extrem de liniștit și calm, față de ceilalți ofițeri ce erau extrem de speriați și nervoși. David Pop nu își pierde calmul în război nici după ce vede oameni din regimentul său căzuți în bălți de sânge. 
Personajul principal dovedește a fi un bun strateg în război și mai ales în artilerie. Astfel, este avansat în grad și ajunge într-un regiment unguresc. Din păcate, se înțelege greu cu ceilalți comandanți pentru că nu vorbește foarte bine maghiară. Din nou, Pop rămâne calm, în timp ce restul comandanților sunt nervoși și se ceartă foarte des.
Între timp, David se întâlnește cu un fost coleg de facultate, Alexe Candale. Cei doi poartă o discuție privind nedreptatea războiului, însă, la fel ca restul comandanților, Alexe este extrem de speriat și nervos, fapt ce îl deranjează pe Pop. De asemenea, acesta află că armata română pătrunde în Ardeal. Pop devine tulburat, gândindu-se la familia sa și la nedreptatea războiului. Mai târziu, Pop este mutat la frontul din Arad și se întâlnește cu Emil Oprișor, un vechi prieten de al acestuia. Cei doi vorbesc, iar Emil aduce în discuție înaintarea românilor în Transilvania. De asemenea, acesta vorbește despre evadarea din Imperiul Austro-Ungar și trecerea la armata română. După această discuție, Pop rămâne extrem de tulburat și speriat, găsindu-se într-o situație ce îi sfâșia sufletul: era obligat să lupte împotriva fraților săi români.
Înainte de bătălia din apropierea Făgărașului, primește o scrisoare de la Elvira, fapt ce îi sporește tulburarea și dorul de casă. În final, însă, Pop decide să își facă datoria, datorită faptului că, fiind român, putea fi foarte ușor suspectat de trădare.
Bătălia începe, iar Pop o privea cu același calm ca și până atunci. Dă ordinul de avansare a trupelor, ezitând însă pentru o clipă. Asupra sa se prăbușise o enormă tristețe și, realizând faptul că luptă împotriva propriului său popor, își dorește să moară. Câteva ore mai târziu, regimentul său este învins, iar Pop este grav rănit de un ofițer român. Viața lui David Pop se sfârșește cu el picat peste o grămadă de cadavre, plin de sânge și cu ochii spre soare, având un zâmbet ironic, scrisoarea de la Elvira strânsă în mână și spunând „frate... român” cu ultimul său suflu.